# 固溶体
固溶体（こようたい、solid solution）とは、2種類以上の元素（金属の場合も非金属の場合もある）が互いに溶け合い、全体が均一の固相となっているものをいう。非金属元素同士が互いに溶け合った場合は、混晶（こんしょう）ともいう（固溶体とほぼ同じ意味で使われる）。合金や鉱物に多く見られる。固溶体を作ることによって材料を強化することを固溶強化という。

## 概要
固溶体とは、均質なる結晶（固体）でありながら、若干の合分が混和して構成されたと考えられるものである。その形はAxByCz...で表わされるもの。（ただし、固溶体の構成成分をA,B,C...とし、x,y,zの値に連続的な変化がある。)
食塩水は、NaCl及びH2Oの二つの合分が混和したものなので、（NaCl）x（H2O）yで表わされる。
混和度については、無限にいかなる割合にも混じり合うものがある一方で、ある一定の割合でしか混和しないものもある。

## 固溶体の種類

左上： 純金属, 　　右上： 置換型固溶体,
左下： 侵入型固溶体, 　　右下： 侵入型と置換型の複合.

固溶体には、溶質原子の入り方によって、置換型固溶体と侵入型固溶体の2種類がある。
置換型固溶体
溶媒原子の代わりに溶質原子が置き換わるものである。それぞれの原子半径が同じぐらいであると置換がおこなわれやすい。原子半径の違いが10%ぐらいまでは、成分比の全体にわたって完全に固溶するがそれ以上では固溶度は急激に減少し、15%以上ではほとんど固溶しなくなる。（ヒューム‐ロザリーの法則）
侵入型固溶体
原子半径の小さい元素（水素 (H)、炭素 (C)、窒素 (N)、ホウ素 (B)、酸素 (O) など）が金属結晶格子の原子間のすきまに侵入するものである。金属結晶格子の原子間のすきまは結晶構造によって異なる。炭素鋼の焼入れ、浸炭処理などの表面硬化処理は、侵入型固溶体に溶質分子を過飽和させ、歪んだ組織をつくることによって硬い組織を得る方法である。

## 固溶体と結晶分化

完全に固溶しない2物質 A, Bの状態図。

完全に固溶しない物質 A, B は、Aの中にBを少し固溶できる結晶αと、Bの中にAを少し固溶できる結晶βをつくる。α, βのどちらか一方で結晶化できないような成分比の結晶が結晶しようとすると、飽和したαとβがまだらになった状態となる（実際にはラメラ構造だったり、クリスタライトだったりする）。このような固溶体は多く、たとえばCaCO3 (方解石) - CaMg(CO3)2 (ドロマイト)などがある。模式図に示されているように低温になると固溶しにくくなるため、もとは一つの固溶体として結晶したものが冷却され、二つの相に分岐し仮晶となることもある。

## 固溶体を形成する鉱物の命名
固溶体を形成する鉱物を命名する際には、いわゆる「50%ルール」に従う。AとBを端成分とする2成分固溶体の場合、A50B50を境界として2つの鉱物名にするというものである。例えば、斜長石はNaAlSi3O8（Ab）とCaAl2Si2O8（An）を端成分とする連続固溶体であるため、Ab50An50を境にして、Ab側を曹長石（アルバイト）、An側を灰長石（アノーサイト）とする。